# Заливное (Красноперекопский район)
Заливно́е (до 1948 года Карт-Каза́к № 1; укр. Заливне, крымскотат. Birinci Qart Qazaq, Биринджи Къарт Къазакъ) — исчезнувшее село в Красноперекопском районе Республики Крым, располагавшееся на севере района, на Перекопском перешейке, примерно в 2 километрах к юго-западу от современного села Рисовое.

## История
Впервые в доступных источниках Карт-Казак встречается в «…Памятной книжке Таврической губернии на 1900 год», в которой, без точной привязки, записано в Воинской волости Перекопского уезда 2 деревни Карт-Казак: в одной числилось 153 жителя в 39 дворах, в другой — 156 жителей в 32 дворах.
По Статистическому справочнику Таврической губернии. Ч.II-я. Статистический очерк, выпуск пятый Перекопский уезд, 1915 год, на хуторе Карт-Казак № 1 Воинской волости Перекопского уезда числилось 17 дворов с русским населением в количестве 110 человек приписных жителей, из которых 58 мужчин и 52 женщин. Жители владели (совместно с хутором Карт-Каза́к № 2) 5382 десятинами удобной земли, в хозяйствах имелась 141 лошадь.
После установления в Крыму Советской власти, когда постановлением Крымревкома от 8 января 1921 года № 206 «Об изменении административных границ» была упразднена волостная система, Перекопский уезд переименовали в Джанкойский, где был образован Ишуньский район, в состав которого включили село, а в 1922 году уезды получили название округов. 11 октября 1923 года, согласно постановлению ВЦИК, в административное деление Крымской АССР были внесены изменения, в результате которых округа были отменены, Ишуньский район упразднён и село вошло в состав Джанкойского района. Согласно Списку населённых пунктов Крымской АССР по Всесоюзной переписи 17 декабря 1926 года, в селе Карт-Казак № 1, Ишуньского сельсовета Джанкойского района, числилось 27 дворов, все крестьянские, население составляло 172 человека. В национальном отношении учтено: 169 украинцев, 1 русский, 2 записаны в графе «прочие». Постановлением ВЦИК от 30 октября 1930 года был восстановлен Ишуньский район и село, вместе с сельсоветом, включили в его состав. В 1932 году образован овцеводческий колхоз «Путь Ленина». Постановлением Центрального исполнительного комитета Крымской АССР от 26 января 1938 года Ишуньский район был ликвидирован и создан Красноперекопский район с центром в поселке Армянск (по другим данным 22 февраля 1937 года) и село включили в его состав. На километровой карте РККА 1941 года в селе Карт-Казак № 1 обозначено 29 дворов.
С 25 июня 1946 года Карт-Казак в составе Крымской области РСФСР. Указом Президиума Верховного Совета РСФСР от 18 мая 1948 года, Карт-Казак № 1 переименовали в Заливное. 26 апреля 1954 года Крымская область была передана из состава РСФСР в состав УССР. Время включения в Пятихатский сельсовет пока не выяснено: на 15 июня 1960 года село уже числилось в его составе. Ликвидировано к 1968 году (согласно справочнику «Крымская область. Административно-территориальное деление на 1 января 1968 года» — в период с 1954 по 1968 годы, как село Почётненского сельсовета).